# Barbara Klepsch

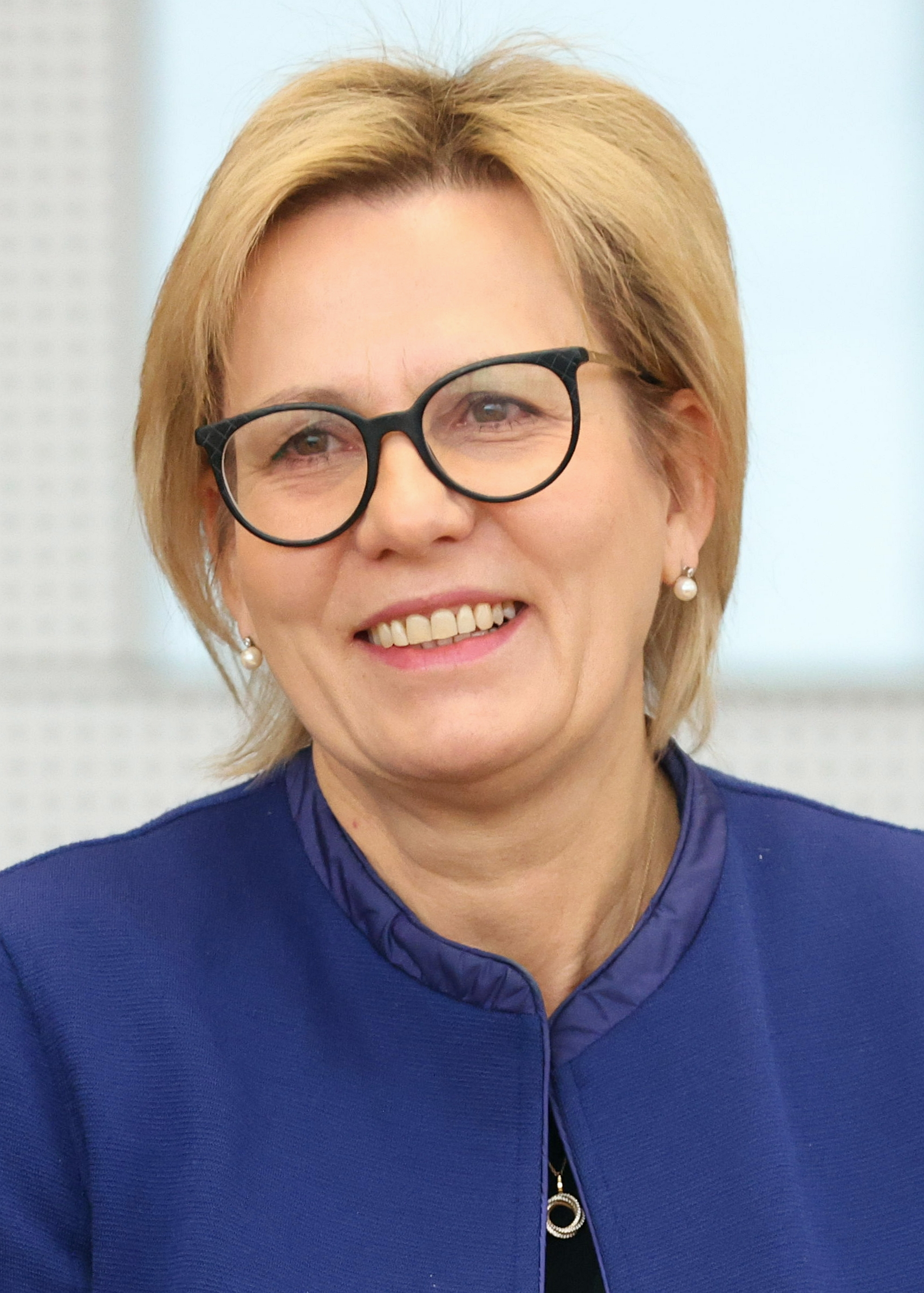
Barbara Klepsch (2024)

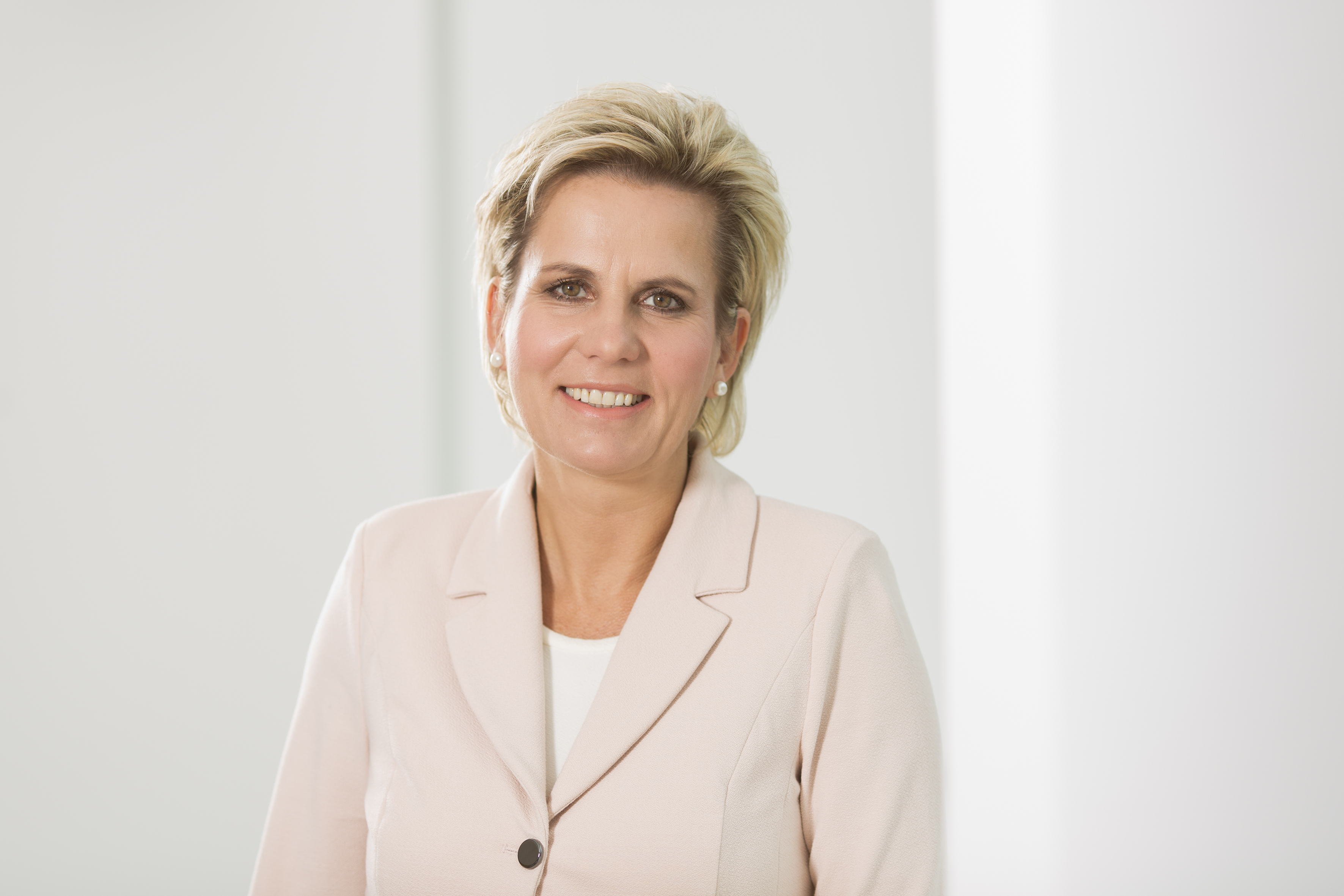
Barbara Klepsch (2015)

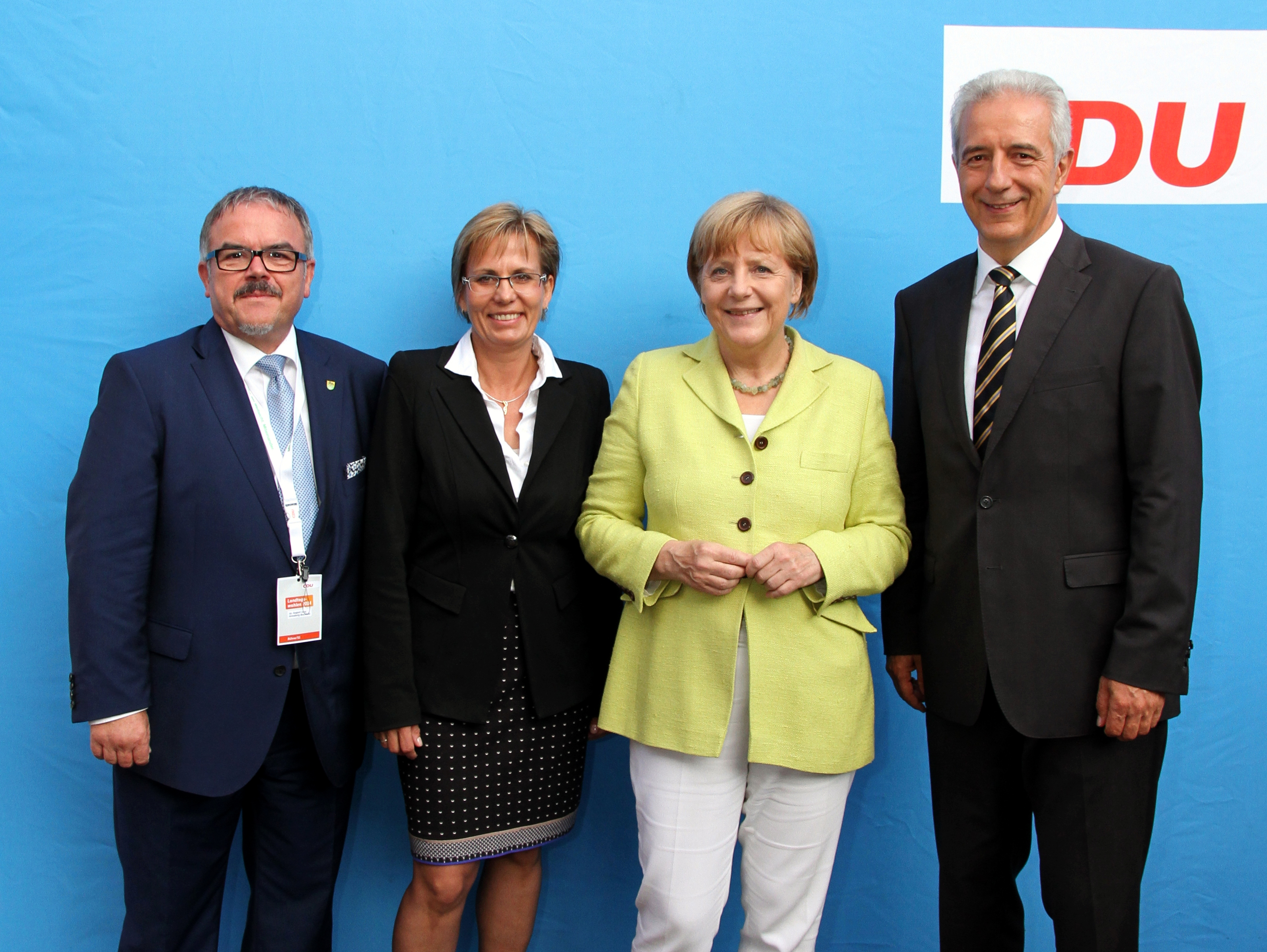
Barbara Klepsch zusammen mit Landrat Frank Vogel, Bundeskanzlerin Angela Merkel und Ministerpräsident Stanislaw Tillich (v. l. n. r.) (2014)

Barbara Klepsch (* 23. Juli 1965 in Annaberg-Buchholz) ist eine deutsche Politikerin (CDU). Sie ist seit 2019 Sächsische Staatsministerin für Kultur und Tourismus. Zuvor war sie von 2014 bis 2019 Sächsische Staatsministerin für Soziales und Verbraucherschutz und von 2001 bis 2014 Oberbürgermeisterin von Annaberg-Buchholz.

## Leben
Klepsch ist Verwaltungs-Betriebswirtin (VWA). Sie war von 1988 bis 1993 Leiterin für Finanzen im Kreiskrankenhaus Annaberg. Anschließend war sie 1993 bis 2001 als Kämmerin der erzgebirgischen Berg- und Kreisstadt Annaberg-Buchholz tätig. In der Oberbürgermeisterwahl in Annaberg-Buchholz am 24. Juni 2001 wurde sie bei einer Wahlbeteiligung von 44,9 % mit 51,4 % der Stimmen zur Nachfolgerin von Klaus Hermann gewählt. Am 8. Juni 2008 wurde sie bei einer Wahlbeteiligung von 43,3 % mit 98,5 % der Stimmen wiedergewählt. Sie war bis 2014 Mitglied des Kreistages des Erzgebirgskreises. Klepsch gehörte seit 2001 dem Hauptausschuss des Deutschen Städtetages und seit 2008 dem Ausschuss für Soziales, Bildung und Kultur des Sächsischen Städte- und Gemeindetages an.
Seit 2005 ist Klepsch Mitglied im Vorstand der CDU Sachsen. Am 9. November 2013 wurde sie auf dem Parteitag der sächsischen CDU zur stellvertretenden Vorsitzenden gewählt. Auf diesem Posten folgte sie Steffen Flath nach. Am 14. November 2015 wurde sie in diesem Amt bestätigt.
Am 13. November 2014 wurde sie von Ministerpräsident Stanislaw Tillich zur Ministerin für Soziales und Verbraucherschutz in der sächsischen Landesregierung als Nachfolgerin von Christine Clauß ernannt.
Bei der Landtagswahl in Sachsen 2019 wurde sie im Wahlkreis Dresden 7 mit 25,3 Prozent der Direktstimmen zur Wahlkreisabgeordneten gewählt.
Am 20. Dezember 2019 wurde Klepsch zur Sächsischen Staatsministerin für Kultur und Tourismus im Staatsministerium für Wissenschaft, Kultur und Tourismus im Kabinett Kretschmer II ernannt. Seit dem 19. Dezember 2024 übt sie dieses Amt weiterhin im Kabinett Kretschmer III aus. Für das Jahr 2025 ist sie die Präsidentin der Kulturministerkonferenz, einem Gremium innerhalb der Kultusministerkonferenz.
Am 3. September 2021 wurde Barbara Klepsch in das achtköpfige «Zukunftsteam» von Armin Laschet zur Kanzlerkandidatur zur Bundestagswahl 2021 berufen. Sie vertrat dort die Themen Bürgernähe und Ost-Kompetenz.
Bei der Landtagswahl in Sachsen 2024 wurde sie im Wahlkreis Dresden 6 mit 31,5 Prozent der Direktstimmen als Wahlkreisabgeordnete gewählt.
Klepsch lebt in Dresden und hat ein Kind. 2023 heiratete sie in zweiter Ehe Erik Bodendieck (* 1966), seit 2015 Präsident der Sächsischen Landesärztekammer.

## Ehrungen
Für ihre Verdienste um die Städtepartnerschaft zwischen Weiden in der Oberpfalz und Annaberg-Buchholz wurde ihr im Juni 2015 im Rahmen des Bürgerfestes die Ehrenbürgerschaft von Weiden verliehen. 2010 wurde sie Botschafter des Erzgebirges.